# 戦女神VERITA
『戦女神VERITA』（いくさめがみヴェリタ）は、2010年4月23日にエウシュリーから発売された18禁RPG。戦女神4作目であり、戦姫シリーズ（『戦女神』及び『幻燐の姫将軍』）の4番目のストーリー（戦姫 EPISODE-4）である。『VERiTA』とは、イタリア語で『真実』という意味である。『戦女神』『幻燐の姫将軍』の2つの物語が1つに交わることとなる時代の作品であることが、公式サイトにて公表された。萌えゲーアワード2010大賞部門銀賞・プログラム賞受賞作品。

## ストーリー
『戦女神ZERO』の時代から300年後、レスペレント地方を訪れた神殺しセリカ・シルフィルは、かの地で勃発した幻燐戦争の最中に出会った王女エクリア・テシュオスに運命的なものを感じ、この戦争での罪により祖国カルッシャを追放された彼女を伴ってマータ砂漠を南下する旅の途上にあった。同じ頃、幻燐戦争に勝利してレスペレント地方を手中に収めたメンフィル国王リウイ・マーシルンは、戦いで妻イリーナ・マーシルンを失った心の傷も未だ癒えないまま、戦後のレスペレント地方復興などの執務に追われる日々を送っていた。
そこに、光側の西方諸国や神殿からの使者として、マーズテリアの聖女ルナ=クリア率いる訪問団が訪れる。また、フェミリンスの力を解放したエクリアが敗れたことで、封印が解けて復活した魔神たち「深凌の楔魔」（しんりょうのせつま）も暗躍を開始する。北方諸国レスペレント地方から中原諸国アヴァタール地方へ至る広大な地域を揺るがす、長きに渡る動乱が起ころうとしていた。
ゲーム内の時期は幻燐戦争終了後にセリカとエクリアが出会った時期から、シュリと共にセリカが旅立つ『戦女神I』の頃までの、約140年の間の話となっている。

## システム特徴
戦闘・ダンジョンシステムは『戦女神ZERO』を継承・発展させた形である。途中、操作する主人公がセリカからリウイやエクリアなどに移行するシステムを採用し、操作する主人公を切り替えることでシナリオが進む部分も存在する。
実際に操作する戦闘育成キャラクター以外にも、戦闘を支援するための支援キャラクター（配置することで戦闘の特殊支援のみ行う）という位置付けも登場し、これにより『戦女神ZERO』でキャラクターを戦闘・支援に自由に振り分けられていたものが、役割ごとに明確化された。また、特定の敵やモンスターを性魔術によって「捕縛」することで、支援・召喚キャラクターを増やすというシステムも導入されている。
シナリオ面では、戦女神シリーズのほぼ一本道シナリオでは無く、セリカとリウイの行動によって、「正史」「光」「闇」の3ルートに別れてマルチエンディングとなる、幻燐システムにあったシナリオ分岐方式も採用している。それにより、セリカがリウイと共闘・敵対と2人の関係も変化するようになっている。
予約特典アペンドディスクの「エクリアさんの弁当箱」か公式サイトでアペンド1を追加インストールすることにより、『幻燐2』や『姫狩りダンジョンマイスター』のキャラクターを仲間に加えられる。後に、アペンド2としてシルフィアとラーシェナを仲間に加えられるパッチが公式サイトで公開されている。

### 『戦女神ZERO』からのシステム変更点
- 主人公の切り替えと、アイテムの共用。
- 魔術師の館での武器・防具・道具の合成。
- 特定の武器は、戦闘で敵を倒したり、魔術士の館の「錬成」で成長する。
- 戦闘スキルに個別の経験値が設定された。
  - 新たなスキルを覚えるには、RANKが達しており、派生元のスキルの経験値がMAXであること。
- 戦闘参加キャラクターと支援・召喚キャラクターが明確に分割された。
  - 召喚キャラクター以外の使い魔は、主の状態（戦闘可能・不能）にかかわらず戦闘に参加できる。
  - 召喚キャラクターは戦闘毎に「魔術・招聘」で呼び出す必要があり、操作できない。
  - 使い魔の多くは、戦闘時に性魔術によって捕縛する必要がある。
- 称号によるキャラクターの能力上昇とスキル追加。称号は入手したものの中から変更可能。
- 宿や酒場からの依頼達成と報酬システム。
- 釣り。

## 登場人物

### セリカ側主要人物
セリカ・シルフィル
神殺し=世界の敵として、あてどない放浪の旅を続ける女神の身体を持つ青年。エクリアに運命的なもの（世界に存在してはならない者同士という事）を感じ、彼女の行く末を見守るため旅に同行させている。その放浪の旅の中で、かつて運命を感じたルナ=クリアとの再会やリウイ・マーシルンとの出会いを果たし、その果てに後の安住の地となるレウィニア神権国へと辿り着く。
ベルゼビュート宮殿での戦いでリウイと初めて出会ったセリカは、彼の姿に怯えるエクリアを守らんと切りかかり、それ以降リウイとは時に協力はしても最後の一線では相容れない宿敵の間柄となる。その後、ラプシィアの罠に掛かりルナ=クリアらと共に「神の墓場」に落とされたセリカは、かの地の神力遮断の効力で力を封じられてしまったが、その代わりに人間の部分が強くなり失っていた感情が蘇っていく。神の墓場での生活は穏やかなもので、帰還のための手掛かりを求めてルナ=クリアらと共に各地を訪れていたセリカは次第に彼女と惹かれあっていき結ばれる。その後も僅かに開いた隙間から現世へと異界の手掛かりを送り、また現世からエクリアの手で送られてきた髪飾り等を通して互いを確認しあう。そしてついにエクリアが帰還のための転移門を開いたが、その際にプレイアデス枢機卿によりルナ=クリアを殺され、我を失ったセリカは封じられた神力を強引に使って遊星を落し自我も神力も失ってしまう。そうして多くの悲劇を経てようやく安住の地レウィニアに辿り着いたセリカだったが、失ったものの大きさにより以前よりも更に人間味を失ってしまった。
レウィニアの王都プレイアに帰還して数十年後、ようやく神力を取り戻し心の傷からも立ち直ったセリカは、レウィニア国からの依頼で都市国家連合へと赴くことになる。そしてイストの村でシュリと出会い、彼女にどこか不思議な感覚を抱く。その直後、アビルースにより村は禁呪の礎にされて邪竜の繭に呑み込まれ、コア・プレイアデスが行った神罰魔法で滅ぼされてしまう。崩壊した村の跡地に、村を巻き込んだという自責の念から茫然自失で立ち尽くしていたセリカは、側に寄ってきた幼いシュリに無意識に助けを求めた。その後、贖罪のためにと身寄りの無くなったシュリを引き取って娘として育て始める。この時のショックから悪夢を見るようになり、一時は寝台から起き上がることすら億劫になっていたセリカだったが、シュリと共に過ごした十年間はその傷を次第に癒していった。
イスト村での事件より十三年後、かつての戦いで地中に逃れた繭が活性化を始め、それに呼応してエディカーヌはレウィニアと再度の戦争状態に突入する。その戦いに赴くことになったセリカは、パイモンの手によりドゥネールの地で完全復活した邪竜の繭に突入し、ついに完全体となった邪竜アラケールと対峙する。リウイと共闘し、ラーシェナの力も得てこれを倒したセリカは、消え行く神核に囚われていたイリーナの魂を己の神力を全て燃やし尽くして救い出した。その礼にとリウイはセリカに休戦を申し出み、セリカもこれを受けた。
リウイに対しては、相容れないとしつつも彼の境遇に対して同情と理解を示し分かれている。
この戦いより半年後、ラティナ王女捜索に西部レルン地方の港町ミルフェへと派遣されたレヴィアの手伝いを水の巫女より依頼されたセリカは、そのついでに湯治場としても有名なこの地で傷を癒すためシュリを伴い旅立っていった。（直接戦女神へと続く正史ルート）
IFの光ルートや闇ルートでは、神の墓場から帰還した後のセリカは正史ルートとは全く違う運命を辿る。光ルートでは、エディカーヌの帝都スケーマでの決戦を経てイリーナの転生に手を貸し、リウイとの友情を芽生えさせた事でエクリアを彼に預けた。その後は彷徨うアストライアの魂を探す旅に出ることを決め、ルナ=クリア・マリーニャ・カーリアン・ペテレーネ・リフィアらを連れて今まで行った事のない東方へと旅立っていった。闇ルートでは途中の選択で結末が変わり、リウイに敗れる、リウイを倒すが神の力を失ってただの人間として生きていくという話になる。
エクリア・フェミリンス
声 - 未来羽
セリカの第一使徒。旧名エクリア・テシュオス。戦争に敗れ国を追放されたカルッシャの元王女で、かつては姫将軍、殺戮の魔女と呼ばれ恐れられた存在。今は母方の名前であるフェミリンスを名乗っている。姫神（きしん）フェミリンスの直系の末裔で、姫神の力と共にブレアードに掛けられた殺戮の呪いをも受け継いでいる（「幻燐の姫将軍2」でリウイに負けて一旦呪いが治まっているため、本作序盤では影響は見られない）。当初は呪いの影響もあった故にレスペラントを揺るがす戦争の原因となり、実の妹をも手に掛けた罪深き自分を神の力で殺してもらうためにセリカを追っていた。だが、旅を続けるうちに自分と同じ「世界に存在してはならない者」であるセリカに惹かれていた事に気付き、身投げしたエクリアをセリカが自分の身と引き換えにしてまで救おうとした事で心を開き、彼の使徒となって共に永遠を生きることを決意する（使徒となったためブレアードの呪いからも解放された）。今までセリカとハイシェラだけにしか聞こえないはずだった心話が聞き取れ、そのまま彼らの会話にも参加できるため、何らかの要因でセリカが応答できない時は、代わりにエクリアがハイシェラと行動することがある。
「神の墓場」にセリカ達が落ちて離れ離れになったあと、落ちる寸前にセリカに託されたハイシェラの助言で冥き途へと赴き、門番のナベリウスとリタに出会う。彼女らの助力を得られることになったエクリアは、冥府を司る古神の大神タルタロスの元へ通じる「冥王の門」ならば神の墓場へ通じているかもしれないという事を知る。しかしこの門は数十年に一度しか開かず、それを待っていられない彼女は別の手段を探す事にして、ナベリウスらと旅を続ける。しかし他の手段はついぞ見つからず、結局50年の間「冥王の門」が開くのを待ち続ける事になった。しかし、ようやく開いた門の先でタルタロスより聞かされた話（道を開く事は世界の律を乱す行為であり、自身を含めて多くの人々に大きな災いをもたらす事になる）は彼女を迷わせるに十分であり、迷いを振り払って進んだ先での結末（ルナ＝クリアの死と自我を失ったセリカの姿）は自分の責任ではないかという思いを抱くようになる。またアラケールとの戦いでイリーナの魂が解放された後も、イリーナの幸せを奪った自分が生きて幸せになっている事への自責の念を強く感じている。その為、自分を押し殺し、セリカの幸せの為に尽くすことが当然と考えている。それは重圧からの逃避の一面も大きく、セリカからもそれは依存だと言及された。このエクリアの自責の念が晴れるのは、後の戦女神2での出来事以降となる。（戦女神へと続く正史ルート）
エクリアがメイドの格好をするようになったのは、レクシュミの館に潜入する際に侍女の募集に乗って入り込んだ事が切っ掛けで、それ以降使徒として相応しい装いとしてこの姿で行動するようになった。料理を始めとした家事全般も王都プレイアで暮らすようになった後にレクシュミの館で学び始めたもので、何もできなかった世間知らずの王女はセリカの帰還を待ち続ける長い間に一流の侍女になっていた。その後はメイド長として新たな使徒達を指導する傍ら、使徒最強の戦力としてセリカが大きな戦いに臨む際には共に赴くようになる。
IFの光ルートでは、雰囲気や立ち居振る舞いが穏やかになった彼女を見たリウイが一瞬イリーナと見間違える。そしてエディカーヌの帝都スケーマでの決戦でイリーナの魂を救う事に成功し過去を乗り越えた事で、自分に依存せずとも自らの足で歩いていけるようになったと判断したセリカにより使徒を解任される。その後はリウイに預けられてメンフィル帝国へと赴き、転生を待つイリーナの魂を宿すリフィアの後見人となり、彼女を教育する立場となる。EDでは、アストライアの魂を求めて旅立つセリカを追ってリウイと共に東方に旅立ち（セリカとの再会だけでなく、リフィアを連れ戻す目的もある）、リウイから義姉と呼ばれて家族となっている様子が描かれる。闇ルートでは、リウイに敗れた場合はイリーナ復活のための生贄となる、リウイを倒した場合は使徒から人間に戻り、セリカと共に生きていくという話になる。
魔神ハイシェラ
声 - 知七
セリカの剣に宿り、魔剣ハイシェラソードとなって共に歩む相棒。身体のせいで大半の記憶を長く保持できないセリカに代わって、様々な出来事を記憶する役目を担っている。セリカの天然ボケに対してのツッコミ役でもある。世間知らずのエクリアや記憶に問題のあるセリカに様々な助言をして導く存在。その知識はどこで覚えたのか、溺れた者の介抱の仕方からメイドの仕事、花輪の作り方まで幅広い。
ゲーム内において、最初は長い時の中で鈍ったために「魔神を封じた魔剣」から始まり、セリカと共に再び経験を積んで、ハイシェラソード→ルン・ハイシェラ→ルナ・ハイシェラ→ラクスハイシェラと進化していく。ちなみに、ルンは覚醒、ルナは意志、ラクスは刻を意味する。
世界が一つになる前に旧世界へと漂着して機工女神の塔で機工種族に造りかえられたため、二つの世界が交わる前に二つの世界から生まれた初めての存在となる。よく似た存在に現神でありながら機工女神の力も持つという時女神エリュアが居り、霞の祠のラクスハイシェラとなる為の場にエリュアの像があったこと、その像を守護する機工天使たちはハイシェラだけを認識していたこと、その像によってハイシェラの過去が判明した事などから、ハイシェラの正体はそのエリュアなのではないかとセリカは疑っている。だが、ハイシェラ自身はそれを笑い飛ばして否定している。しかし彼女も大昔の記憶を失っており、自身の過去を知って本来の力が甦って来た際に、まだ本来の自分ではない気がすると口にしている。
ルナ=クリア
声 - 青山ゆかり
マーズテリアの聖女で、教団では教皇と同等の権限を持っている神格者。300年前のセリカとの出会いに運命的な物を感じ、古神アイドスとの決戦においてマーズテリアの意思の代弁者として状況を整える役目を担った。このVERITAでサティア（アストライア）の魂と関わりのある存在であったことが明かされた（ただし単純に転生とは描かれておらず、アストライアの魂や記憶を持つもののアストライア自身もどこかに存在しているかのような描写。かつて亡焔の山でアストライア自身の手で分かたれた魂の欠片だとも考えられる）。エクリアとは違う形でセリカが彼女に運命を感じていた理由と、ルナ=クリアがセリカに強烈に惹かれていった理由は全てここに起因していた。
後にセリカと再会するが、その時より運命の歯車が悪い方向へと動き出す。彼女を重用していた前教皇の死と新教皇就任によるルナ=クリアの聖女解任、更に三つの無理難題の試練を課せられ、その試練の最中北ケレース地方でセリカと行動を共にする事に。だが、その際に異界である「神の墓場」と現世が「ラプシィア・ルン」の手で繋がれ、セリカと共に異界へと引き込まれてしまう。そこでラプシィアの干渉により過去世を知るが、その事を最後までセリカには隠し続けていた。そうして神の墓場で数ヶ月を過ごすうちに、必然のようにセリカと愛し合い子を身篭った。だが、教団からセリカ討伐の試練を課されていたにもかかわらずそれを拒んだため、背信者としてプレイアデス枢機卿によりセリカと共に処断されることになってしまい、神力が封じられているセリカをプレイアデスの攻撃より庇って命を落とす（正史ルート）。
IFの光ルートでは、プレイアデス枢機卿共々マーズテリア神自らの手で神の加護（神格）を剥奪され、セリカの使徒（＝メイド）として生きていく事となる。ただし、それでもマーズテリアの判断に異は唱えておらず、その信仰も変わっていない。また、このルートでのみ自らがサティアの魂と記憶を持っている事をセリカに明かす場面が存在する。ちなみに登場人物中トップクラスに胸が大きいため、メイドとなった際「洗濯物を干すときに（胸が）引っかかる」「肩がこる」として洗濯が苦手と話している。EDでは、セリカの元に残ったただ一人の使徒として共にアストライアの魂を探す旅に出る。
テトリ
声 - かわしまりの
小さな集落（北花鏡の集落）でふとして出会うユイチリ（木の精霊）の女性。祀られていた「山の主さま」に取り憑かれており、山の主さまが表に出た時は性格が豹変する。困っていた所をセリカに救われてからは共に行動するようになる。山の主さまも、セリカによって力を取り戻して消滅する心配がなくなったにもかかわらず、再度テトリに取り憑いて共に行動している。ユイチリ族は性交などで性的興奮を得ると甘い蜜を出すが、行為によりこの蜜の味を知ったナベリウスの大のお気に入りとなっており、その後はたびたび求められている様子。
戦いが終わった後は北華境の村に帰還しており、冥き途でナベリウス達と共にいる姿が描写されているが、正史ルートではそれについて何か役目を負ったのかただ遊びに来ているだけなのかは語られていない。IFの光ルートではたびたび冥き途に遊びに行っている様子が描かれている。
魔神ナベリウス
声 - 大波こなみ
外見は幼い少女だが、冥界がある「冥き途」を守る門番にして、ソロモン72柱が一柱とされる長きを生きる強大な魔力を持った魔神。しかし、彼女のことを知らない者たちには、彼女の乗り物であるケルベロス方が恐ろしい魔神として伝わっているようである。過去にアビルースの強制支配からセリカに助けられた事で、他者に興味を持ち外界へと目を向けるようになり、セリカの使い魔となったことがある。セリカとの契約解除後は、リタ・セミフと共に冥き途へと帰還し本来の役割に戻っていたが、神の墓場に落ちたセリカの救出でエクリアに協力した事が切っ掛けで、再びセリカと行動を共にするようになる。無口であるが心は外見相応に純真で、林檎パイなどの甘いものが好き。指先を動かす動作が肯定の意思表示。数百年を共に過ごしたリタの事が大好きで、常に一緒に行動する。また、セリカのことを数百年たっても想い続け、再開した際に名前を覚えてくれていたことに涙する。
正史ルートEDでは、レウィニアとエディカーヌの戦争により死者が増えたため門番の仕事が忙しくなった様子が描かれている。イリーナの魂を求めるリウイに、彼女はここへは来ていない事と南部地方でその存在を感知した事を告げた。IFの光ルートでは仕事をさぼり過ぎたことをタルタロスに咎められ、しばらく冥き途から離れられなくなってしまったようであるが、タルタロス自身もセリカの存在に興味を持ったためその動向に注目しており、いずれ時が来ればまた道が交わる事を告げられている。
リタ・セミフ
声 - 岩泉まい
人間だった頃のセリカやその姉カヤに魔槍の呪いを克服する機会を与えられ、後に神殺しとなったセリカの使い魔として共に行動した亡霊少女。そのため神殺しとなる前のセリカを知る数少ない存在でもある。セリカとの契約解除後は、冥き途で門番見習いとしてナベリウスと共に死者の管理を執り行っていたが、神の墓場に落ちたセリカを救出すべくエクリアと共に行く事になる。セリカのことは契約解除後も「主」と呼んで慕っている。ナベリウスとは非常に仲が良く、まるで姉妹のようだとエクリアは感想を漏らしている。
EDでは、レウィニアとエディカーヌの戦争により死者が増えたため門番の仕事が忙しくなった様子が描かれている。IFの光ルートでは仕事をさぼり過ぎたことをタルタロスに咎められ、しばらく冥き途から離れられなくなってしまったようであるが、タルタロス自身もセリカの存在に興味を持ったためその動向に注目しており、いずれ時が来ればまた道が交わる事を告げられている。
マリーニャ・クリップ
声 - 富樫ケイ
セリカの第二使徒。レウィニア北部の片田舎出身。自称「冒険家」にして「商売人」。やっていることは盗賊と大差ないが、盗賊呼ばわりされると怒る。最初は謎の人物（リフィア）の傭兵として行動していた。ゲーム内で正史ではないIFルートに行った場合はリウイ側についたりもする。『戦女神ZERO』でセリカと別れたシャマーラの生まれ変わりであることがVERITAで明かされた。
リフィアの頼みでセリカの調査に赴き、イスト村で初めて彼に出会った。このときにシュリとも出会っているが、なぜかセリカにだけでなくシュリにも何かを感じた。イスト村での戦いでセリカに助けられて以降は、王都に住んで頻繁に館に遊びに来るようになり、引き取られたシュリの面倒なども見るようになった。その頃からマリーニャは自分のものではない「誰かの過去の記憶」を夢に見るようになり、しかしそれは自分自身の記憶でもあるという不可思議な状態になっていく。募るセリカへの想いを持て余し始めた彼女は、ある時受けた魔物退治の依頼を達成した帰り道で、人間である自分はセリカといつまでも共には歩めないとついに別れを切り出す。しかし、セリカの方にもマリーニャに対して「失われた大事な記憶」に基づく感情が込み上げつつあり、去ろうとする彼女を抱きとめもう二度と別れたくないと告げ、使徒にしたいと願った。そうしてマリーニャはセリカの使徒となり、永遠を共に過ごす事となった。（正史ルート）
IFの光ルートではメンフィル側に所属し、アビルースに誘拐されたリフィアを救出するため戦う。EDでは雇用契約が切れた後も友人としてリフィアと付合っている事が語られ、セリカの旅に付いていこうと彼の館に押しかけた彼女に巻き込まれる形で共に旅立っていった。
シュリ・レイツェン
声 - ダイナマイト亜美
セリカの第三使徒。他のルートでは一瞬登場するだけで、引き取るのは正史ルートのみ。セリカを倒そうとするアビルースの禁呪に巻き込まれて滅んだイストの村出身。幼い頃（セリカに引き取られる前から）は口数が少なく、感情の起伏があまり無い子供だった。
村での戦いの最中、あてもなく逃げ回っていた彼女は崩落する瓦礫よりツェニド王によって救われ、その後セリカに発見されて共に生き残る。そうして全てを失って廃墟に呆然と立っていたシュリは、自分のせいで滅んだと自責の念で憔悴しきっていたセリカに「俺を助けてくれ」と懇願される。セリカは罪滅ぼしのためにとシュリを引き取ったが、精神的にまいっていたセリカは彼女が傍に居たことで度重なる悪夢より救われたという経緯がある。また、事件のショックで更に口数少なく極めて反応が薄くなっていたシュリも、セリカの存在に支えられて館で育てられるうちに次第に心の傷が癒え感情を表に出すようになっていった。そうして神殺しである自分でも何かを育てることができるのだと教えられたセリカにとって、シュリは娘でありそれ以上の特別な存在となった。
イスト村での事件より約十年、一旦は休戦していたレウィニアとエディカーヌが再度戦争状態に突入する寸前に、王都より無事を祈る位しかできない無力な自分でも何かセリカの力になりたいと使徒となる事を申し出た。その際に、セリカはシュリの中の想像していなかった大量の魔力に驚くと共に、遠い過去の記憶の中この力をどこかで感じたことがあると思い至る。そうして使徒となったシュリは皆の家である館の留守を任され、邪竜アラケールとの戦いに赴いたセリカ・エクリア・マリーニャの身の安全を王都プレイアより祈る。
そうして両国の戦が終わって半年後、その戦いで神力を使い果たしたセリカは、初めて旅に同行する事となったシュリを伴って『戦女神』の舞台となるレルン地方の港町ミルフェへと向かった。
レクシュミ・パラベルム
声 - 緒田マリ
戦女神ZEROでの戦いが終わった後に水の巫女の神格位を授かり不老となった。正式に不死騎兵隊「アナート・ヴァイ」の団長として就任している、また結婚して夫と子供もおり、城塞都市シーランスの領主も務めている。彼女のかつての戦いが異界から生還した騎士としてイソラ王国に伝わり、その噂を聞いたエクリアが手掛かりを求めてレウィニア神権国を訪れる事となった。侍女として館に潜入したエクリアの正体に気付きながらもこれを見逃し、目的を果たした後のエクリアを水の巫女の下へと誘った。そして館を手配して王都プレイアでの生活の後見人となり、セリカを待つ長い年月を支えた。
セリカが帰還してからは多忙であまり会う機会はなかったが、それでも折に触れ様子を見続けてきた。セリカがかつてのアイドスとの戦いでどのような状態になったか知っているため、自分のことはもう覚えていないだろうと考えていたが、セリカは彼女のこともリタやナベリウスと同様に覚えていた。
水の巫女
声 - 野神奈々
レウィニア神権国を治める土着の神。かつて災厄の種と予言されたセリカを巡って起きた数々の戦いを上手く利用して国を大きくしてきた事で、いずれこの大きな借りをセリカに返す時が来るとレクシュミに語っていた。異界に落ちたセリカを救う手立てを探すエクリアをレクシュミを通じて自分の下に導き、彼女に救出の為の助言と時が来た時に必要になるだろうと自らの力を込めた「淀みの水瓶」を渡す。後にその言葉通りこの水瓶の力で洪水を起こし、神の墓場に落ちたセリカや民衆、戦い終わったマーズテリア騎士団らの全てを現世へと帰還させた。その後はセリカと同盟を結んで客将としてレウィニアへ招き、彼に安住の地を用意した事で借りを返した。それ以降は直接的にセリカに人間の手に余る事件の解決依頼をするようになるが、それもレウィニアに住まわせた理由の一つ。しかしセリカにとってはその事も含めて放浪者であった頃には無かった他者との関係性であり、それを大事にしようとする彼がこの国に居続ける要因となっている。
普段は滅多な事で人と謁見する事はなく、またできたとしても基本的に無表情で喜怒哀楽を見せるような事はなく淡々としている印象を与える。劇中では微笑んでレクシュミが驚くシーンがある。
セリカに対しては愛情のようなものを持っている感があり、エディカーヌとの戦に出向く前日にセリカに力を貸すためにと抱かれている。ちなみにそれまで男性との性交経験はなかった。また闇ルートではセリカの危機に際して、危険を省みず自らの力が十分に及ばないエディカーヌ領内に出現して直接戦闘し、捕縛されるという熱い面も見せた。国の存亡にセリカが必要だったとしても、これまでからは考えられない行動であった。
この件から、水のある場所であれば国外であろうと瞬時に移動可能である事が分かる。
レヴィア・ローグライア
声 - かわしまりの
ローグライア家の令嬢で父ベルフと同じ生粋の神殿派。白地龍騎士団団長で、民の間ではレウィニアの白き薔薇と呼ばれる。水の巫女から目を掛けられており、後の戦女神2ではレクシュミに続く神格者となる。
シュリを引き取ってしばらく経った頃、セリカがシュリを攫ったのだと勘違いしてレフィンと共に屋敷に侵入してきた少女。それ以降セリカの館に遊びに来るようになり、やがて剣の稽古を積むようになる。それは国や民の為に戦うという父の教えもあったが、それとは別にエクリア達に比べて何の力も持たない自分ではセリカの側に居られないという考えもあった。こうして成長してきた彼女だったが、父の死後ローグライア家の当主となり、父の遺志を汲むべくセリカへの想いを振り切って騎士となる事を決意し騎士団に入団。その直後、戦場で虜囚となり辱められるような事態になった時のため、初めてはセリカにと望んで抱かれる。
騎士団に入団してからは瞬く間に評価を上げていき、わずか3年ほどで白地龍騎士団の団長候補として名を挙げられ就任した。しかしそのために貴族派に疎まれ、後々まで続く遺恨を抱えることになった。
邪竜アラケールとの戦いでも白地龍騎士団は矢面に立って奮戦したが、とにかく彼女を貶めたい貴族派によってありもしない噂をばら撒かれて功績は中々認められず、水の巫女自らの託宣でようやく認められた。だが、今度はそれを逆手にとられて主戦場たる前線に出もしなかったと言われるなど、宮廷内では相変わらず苦しい立場に置かれる。そのため水の巫女の配慮で一時王都を離れられるように西部派遣の任が下り、戦女神での話へと繋がる。
レフィン
白地龍騎士団副団長。レヴィアの幼馴染で、幼少時から常に彼女を傍らで支える心優しき巨漢。レヴィアと同じくベルフの遺志を継いでおり、騎士となった彼女の副官となることを決意する。素直でないレヴィアの心を誰よりも理解しており、セリカとの間を取り持つ事も多い。レヴィアが騎士団長に就任した際に彼も副団長になっている。

### リウイ側主要人物
リウイ・マーシルン
メンフィル国国王。ゲーム中、リウイがとる行動でシナリオが大きく分岐する事となる。深凌の楔魔の一柱で序列第四位の魔神グラザと、フェミリンスの傍系の母親との間にできた特別なハーフでもある半魔人。闇夜の眷属を率いて人と魔が共存できる社会を作るという理想を実現すべく戦い、レスペレント地方を平定した。しかしその代償は大きく、自身の最大の理解者であり最愛の妻であったイリーナを失ってしまう。しかし、失意の底にあっても理想のための歩みを止める訳にはいかず、心の傷を抱えたまま戦後の復興や人々の意識改革などの執務に忙殺される日々を送っている。
ヴェルニアの楼を落して深凌の契魔との戦いに決着をつけ魔神エヴリーヌと魔神パイモンを配下に加えたリウイは、そこでこの世を彷徨っていたイリーナの魂が囚われており、その解放の為にセリカの神力が必要であり、後にエクリアの体があればイリーナを復活させることができると知る。その後レスペレント地方を完全に掌握したリウイは、今までの体制ではもう統治できないと新しく帝政を敷き、メンフィル帝国初代皇帝となる。その後、息子のシルヴァンに帝位を譲ったリウイは、イリーナ復活のための情報集めを開始。数十年の時を経てイスト村でようやくイリーナの宿る核を手に入れたリウイは、傷を癒すため戦いで功績のあったパイモンに核を預け復活の儀式の時を待った。
しかし、イスト村での事件より約十年、今度はリウイを魔王にしようと企むパイモンの手で核は完全体の邪竜アラケールとして復活してしまう。その中で一旦はセリカと対決したリウイだったが、イリーナと誓った理想を守るべく共に邪竜と戦う事を決意する。そうして倒されたアラケールの神核は飲み込んだ魂達を巻き込んで消滅しようとしており、もはや救い出す手立ての無いリウイは絶望の中ただ見ている事しか出来なかった。だが対立していたはずのセリカが、それを見かねて神力を用いて神核に取り込まれていた魂を救い出したため、解き放たれたイリーナは霊体としてリウイの前に姿を現し、しばし見詰め合った後に何処かへと消えていった。その後、イリーナを救ってくれた礼として、神力が戻るまではセリカとエクリアに一切手出しをしない事を誓う。半年後、冥き途に赴いてナベリウス達からイリーナの居場所の情報を得た彼は、大陸を彷徨う魂の探索とその復活のため南部地域へ向けて旅に出た。（正史ルート）
IFの光ルートでは、攫われたラティナとリフィアを救うためにレウィニアとメンフィルは共同戦線を張ることになり、セリカとリウイも共闘する事になる。その戦いでイリーナの魂が救われエクリアとも和解したリウイは、セリカより預けられたエクリアを伴ってメンフィルへと帰還。しばらく後、家族となった二人は東方へ旅立ったセリカとリフィア達を追って旅立つ。闇ルートでは途中の選択で結末が変わり、セリカを倒して本当の魔王となり世界を闇に包むかセリカに敗れるという話になる。
イリーナ・マーシルン
声 - 大波こなみ
旧名イリーナ・テシュオス。カルッシャの第三王女で、エクリアの妹。リウイの最愛の妻として彼を支えながら共に戦っていたが、幻燐戦争の終盤、呪いの影響下にあった姉エクリアがフェミリンスの力を解放するための鍵として同族の血を欲し、また姉妹で唯一幸せを得たことを妬まれたことにより、リウイの目の前で姉自身の手により斬殺された。その亡骸はメンフィル王国の王都ミルスの墓地に葬られたが、その魂は戦争による多くの死者や深凌の契魔復活による歪みで、「冥き途」に還えることなくこの世に留まっていた。しかし、不運にもブレアードがリウイに傷つけられた身体を修復するための秘術に巻き込まれて彼の神核に捕らえられてしまう。
そうして神の墓場でブレアードがアビルースに喰われて以降、今度はアビルースに囚われる事となった。フェミリンスの末裔たる彼女の魂は邪竜アラケール復活に最適であるとして、イリーナの宿る核を用いてイスト村にて禁呪を発動。その戦いでリウイの元へ渡った核は十年後パイモンの手で邪竜として完全復活し、その討伐をもってようやく魂が解放された。その後イリーナはラウルヴァーシュ大陸を彷徨うようになり、冥き途のナベリウス達から南部にてその存在を感知したとの情報を得たリウイはイリーナ探索の旅に出た。尤も、その半年後となる戦女神2でのイベントから考えるとリウイはイリーナを捕まえられておらず、彼女はメルキア帝国に移動している事になる。（正史ルート）
IFの光ルートでは、封じられて石像となったフェミリンスを復活させるための魂として吸収される。そして復活を待つ石像の傍らで行われた戦いにより竜体アビルースが敗れ、その核はエネルギー源としてパイモンの手で石像と融合。イリーナは姫神フェミリンスとして復活する。戦いが終わった後は、セリカの神力で邪竜の核とフェミリンスは分離し、解放されたイリーナの魂はナベリウスの力を借りたパイモンの秘術でリフィアの身体へと宿る。そしてエクリア・リウイの二人と互いの想いを語り合った後、リフィアの子かその更に子孫の誰かとして生まれ変わるまでの眠りに付く。闇ルートではリウイが勝った場合にエクリアの身体を使って復活するが、蘇ってもそこには以前の幸せはなく、死んだ姉への想いと魔王となった夫を止める事ができない悲しみを抱えて生きていくという話になる。
カーリアン
声 - 青山ゆかり
上位の悪魔と睡魔の女性の間に生まれた魔族の剣士。リウイとは幼馴染で姉のようにリウイの成長をずっと傍らで見守ってきた。メンフィル国が成長して、幻燐戦争で活躍した人たちが主要な要職についたり、または故郷に帰還・旅立などする中、特に任務も要職もつかないままメンフィルに滞在し、リウイの側にいる。正史・光ルートではリウイの側室となり、後にリフィアの母親となる一人娘カミーリを産むこととなる。魔族は長寿のためゲーム終盤でも若く、そのときにリフィアから婆ちゃんと呼ばれるのを非常に嫌がった。
EDでは、正史ルートはリフィアを追う過程でリウイと合流して南部地方へ。IFの光ルートでは王都プレイアのセリカ邸に入り浸り、セリカの旅に同行して東方へと旅立った。
ペテレーネ・セラ
声 - 春日アン
元々はリウイ専属の使用人として身の回りの世話をしていた人間族の少女。混沌神アーライナの敬虔な信徒で、幻燐戦争を経てメンフィル王国でのアーライナ神殿神官長となりその職務を果たしていた。しかし人とは異なる寿命を持つリウイと共に歩める者は数少なく、リウイに想いを寄せる彼女はその資格を得るために職を辞してアーライナの神格を授かるための修行の旅に出立。数十年後、修行を終えてリウイの元に帰ってくる（そのため、ゲーム内年月では100年近くたっているがペテレーネはゲーム終盤時点でも生存している）。
EDでは、正史ルートだとリウイのイリーナ探索の旅に同行。IFの光ルートではエクリアとリウイに気を利かせてリフィアに同行し、セリカ達と共に一足先に旅立つ。
水精マーリオン
声 - 岩泉まい
主リウイの心がわかる水の使い魔。幻燐戦争時からリウイと共に行動していた。戦争終結後も、イリーナが眠る墓場の近くの湖でリウイ達やメンフィルを見守っている。昔は片言で言葉を発していたが、よくお話が出来るようになっている。リウイ側支援キャラとして参戦。
シルフィア・ルーハンス
声 - 青山ゆかり
マーズテリアの聖騎士であったが、リウイの人柄や理想に惹かれメンフィル王国に仕える。『幻燐の姫将軍』の時点で半魔人の王に仕えた事を理由にマーズテリア神殿から破門を言い渡されており、現在は神格位を剥奪されるのを待つ身となっている。彼女は既に人間の寿命を超える年月を生きているため、神格位を剥奪されるとすぐに死んでしまう。リウイの子を身篭っており、後のメンフィル帝国皇帝となる息子シルヴァンを生む。彼女に共感を持つルナ=クリアは便宜を図り処刑実行を先延ばしにしていたが、シルヴァンが三歳の時に新教皇より速やかに処刑を実行せよとの命令が下され、ルナ=クリアの手で天に召された（全ルート共通）。
モナルカ
声 - 五行なずな
風女神リィ・バルナシアの使徒である「ヘルテ」と呼ばれる天使種族。かなり昔にカルッシャ王国と盟約を交わし「黒血の滝」の守護者となっていた。その事で、幻燐戦争でリウイに敗れたカルッシャ王国の残党に担ぎ上げられている。光（神殿）側勢力の者なので、IFの光ルートでしか仲間にならない。闇ルートではリウイが倒す敵となる。選択肢によって少し展開は異なるが、闇以外のルートではカルッシャとの盟約は解除されて残党達も降伏する。正史ルートでは、盟約解除後に楔の塔でリウイ達と邂逅した後、リィ・バルナシアの元に帰還する。
ファーミシルス
声 - 春日アン
魔族の一種、飛天魔族（ラウマカール）の女性。一時はリウイと対立していたが、仕えていた主をリウイが破ったことで「強い者の下に仕える」というラウマカールの信念により仲間になった。ゲームの時期においてもメンフィル軍大将軍として戦闘の最前線で活躍している。今作では戦術マップでのみ彼女の率いる部隊を操作可能な程度なサブキャラであるが、コンプリートガイド付属のアペンドデータを追加すると戦闘キャラとして使用できる。
シェラ・エルサリス
声 - 紫苑みやび
遥か古代のイアス=ステリナで（俗称：先史文明期）造られた生体兵器。本体は「SG-2R」という魔導鎧だが、捧げられた生娘を自らの身体として中に取り込むことで機能する。王（後に皇帝）直轄軍の機械化部隊の将軍になっており、冷静な判断力で戦況を優位に進ませるために軍を指揮している。ファーミシルス同様に戦術マップでのみ彼女の率いる部隊を操作可能な程度で、戦闘キャラでも支援キャラでもなくただのサブキャラとなっている。
ラピス・サウリン
声 - 逢川奈々
セルノ国王の妹。バルジア王国と昔は敵対していたが、今では元バルジア王国王女のリンを妹のように想うほどお互いに仲が良く共に行動する事が多い。ゲーム内ではリウイ側の依頼で登場し、ラピスとリンが共に任務を行っているところにリウイが援軍参戦する形となっている。2周目以降はおまけ要素の一環として戦闘キャラとして参戦可能になっている。
リン・ファラ=バルジアーナ
声 - 岩泉まい
セルノ王国と敵対するバルジア王国王女であったが、今ではラピスと共に行動することも多くラピスを「お姉さま」と慕う。リウイ側にて依頼で登場。ラピスと同じく2周目以降は戦闘キャラとして参戦可能になっている。
ティファーナ・ルクセンベール
声 - 神崎ちひろ
元ミレティア保護領領主。幻燐戦争後はカルッシャ宰相のサイモフと共に巡礼の旅をしていた。『幻燐2』で人気が高かったためか（人気投票で2位）、アペンドキャラになっている。予約特典APEEND DISK（後に公式HPでもダウンロード開始される）の「エクリアさんの弁当箱」を追加インストールすることで、リウイ側にて依頼で登場。2周目以降は戦闘キャラとして参戦可能となっている。
リフィア・イリーナ・マーシルン
声 - 佐々留美子
リウイとシルフィアの息子の「シルヴァン」と、リウイとカーリアンの娘の「カミーリ」との間に出来た、リウイの孫娘にあたるメンフィル第一皇女。魔術の才能がずば抜けている。リウイと共に人と魔の共存という理想を目指した彼女のことを忘れて欲しくないと、その名前には「イリーナ」が付けられている。祖父のリウイの事は大好きで言うことも素直に聞くが、祖母のカーリアン相手には婆と呼んだり突っかかったりと明確な態度の違いがある。イスト村での事件より約十年以上経っているのに、精神的にも肉体的にも全く成長していなかったため、マリーニャにその事を突っ込まれていた。魔神パイモンを気に入っており、彼の封じられた壷を宝物庫から度々勝手に持ち出している。IFルートではその血筋と魔力をアビルース・カッサレに狙われることとなる。
基本的に、人の話を聞かず思い立ったら即実行な暴走娘で、彼女の暴走は親や家臣を含め国の者では誰も止められず、最終的にリウイが出るしか手段がなくなる。今回もその暴走で勝手にエディカーヌに調査に出かけ、その先で出会ったマリーニャを調査の供として雇う。しかし個人的にも彼女を気に入っていたため、リウイに捕獲されてからもずっと雇っていた。その後セリカに興味を持ったリフィアは、滞在していたレンストの近くに彼が来ていることを知ってマリーニャを調査に向かわせ、二人が出会う切っ掛けを作った。
個人的に買っているパイモンを下僕として便利に使っていたが、リウイを魔王にしたい彼はその信頼を利用して邪竜アラケールの完全復活を企てて実行してしまい、自分の不始末の責任をとる為にリウイと共にユマ・ドゥネールへと向かう。戦い終わった後はパイモンの壷をカーリアンに取り上げられて国へと帰還させられ、半年ほどはおとなしくしていたが、南部の地をまだ見た事が無いからという理由でエヴリーヌを（強引に）供に、パイモンの壷を再び勝手に持ち出して旅に出た。エヴリーヌですら逆らわずに従ってしまう天衣無縫な性格には、未だに野心を捨てていないパイモンも個人的な興味を抱いている（正史ルート）。この直後の話となる作品「神採りアルケミーマイスター」にも特典要素として登場し、南部にやって来たリフィアがそこで何をしていたのかが語られている。
IFの光ルートでは、アビルースに攫われて姫神フェミリンス復活の生贄に捧げられる。完全に同化しそのままでは分離不可能だったが、パイモンの提案で邪竜の核と融合させてフェミリンスに仮初の復活を遂げさせ、光と闇の力の反発で内部崩壊を起こしたフェミリンスからセリカの神力で分離された。その際に解放されたイリーナの魂を救うため、ナベリウスの力を借りたパイモンの秘術で彼女の魂の宿主となる。EDでは、アストライア探索の旅に出ようとするセリカの元にマリーニャやペテレーネを伴って押しかけ、強引に旅に同行し東方へと旅立っていった。
シルヴァン・マーシルン
リウイとシルフィアの息子で父より譲位されて二代目皇帝となる。妻にカミーリを迎えてリフィアを産む。名前のみの登場。
カミーリ・マーシルン
リウイとカーリアンの娘でシルヴァンの妻、リフィアの母。後に夫が皇帝となると皇后となる。名前のみの登場。

### 深凌の楔魔
姫神フェミリンスとの争いの際に魔神ブレアードに召喚された十柱の魔神。ザハーニウ以外はブレアードによる力の見立てで序列がつけられた。序列二位カフラマリアは霞の祠のボス。十位ヨブフは未登場。
魔神ザハーニウ
深凌の楔魔・第一位の魔神。思慮深く公正な人柄。神の墓場で生まれた魔神で、神の墓場の「神力遮断」効果が通じない特殊体質。ブレアードに力だけ利用されて封印された事に対して反感を抱く魔神が多い中、それでもブレアードへの忠誠を守っていた。しかしブレアードも居なくなりベルゼビュード宮殿からの魔力供給も途絶えた事で、他の魔神と異なる特殊な存在の自分は現世にとどまる事が出来ず遠からず消滅する事を悟っていた。自らの消滅で、率いるものが居なくなる深凌の楔魔や闇の者達の将来を心配している。グラザの息子であるリウイが闇の者を束ねる新しい王になってくれればと期待を賭けていたが、人と魔の共存の理想を掲げるリウイはこれを受け入れられなかった。
自らに時間さえあれば、共存の理想も理解し共に歩めたであろう事を惜しみつつ神の墓場へ去ったが、その神核には肉体を失ったブレアードが取り憑いていた。身体の支配権を奪われたザハーニウはその後セリカとの戦いとマーズテリア騎士団の攻撃により滅び、残された神核はアビルースに吸収されるという不遇な末路を辿った。（正史・光ルート共通）
魔神ラーシェナ
声 - 民安ともえ
深凌の楔魔序列第三位の魔神。古の時代、主神に反旗を翻して自ら堕天し魔王となったルシファーに従って、パイモンらと共に後を追って堕天した堕天使達の一人。義に厚い魔神。敵として戦ったがフェミリンスに対しては戦士として敬意を持っている。しかし自分達を裏切ってフェミリンス諸共封印したブレアードに対しては激しい怒りを覚えている。エヴリーヌを妹のように、カファルーを友のように想っている。
当初はザハーニウの望みを叶えるべく行動していたが、ヴェルニアの楼が落されてからは盟主ザハーニウを倒したリウイを討つことが目的になった。一時独自勢力として活動していたが、嘆きの峡谷でザハーニウの異常を知り、ブレアードより解放するためにセリカ達を追って神の墓場へと飛び込む。墓場では影からセリカの手助けなどをしながら過ごしていたが、結局神核はアビルースに奪われたため、帰還後は神核を追って放浪の旅をしていた。
イスト村の事件で神核はリウイの手に渡り、メスト遺跡で出会ったセリカに同じくリウイに敵対する者同士協力しないかと打診されて使い魔の契約を結ぼうとしたが、経験が無く初心なラーシェナは契約方法の性魔術にうろたえて逃亡。その後は、自分の意思で邪竜の繭で苦戦するセリカ達を手助けするため単独先行していたが、最深部でパイモンの罠にかかり傷ついてしまう。それでもパイモンの企みを討ち破らんと弱った身体で一騎討ちを挑むが、ついに力尽きセリカに看取られながら自分の事やセリカへの想いを語り、アラケールの復活が始まった繭からセリカを脱出させるために己の存在を光の粒子へと変換して彼に宿った。戦女神のイラストなどで邪竜アラケールと対峙するセリカの背にある光の翼はこの時に宿ったラーシェナの力で、彼女の翼を得たことでセリカは空を飛べるようになった。後にエヴリーヌはラーシェナの安否をパイモンに尋ねているが、それに対して彼は「望みを叶えた、死という形ではないが今は会えない」と答えている。（正史ルート）
IFの光ルートではリウイの説得に応じてメンフィルに所属し、居場所を失って暴走するエヴリーヌを取り戻そうと奔走する。帝都スケーマでの決戦で重傷を負いながらもようやくエヴリーヌを取り戻した彼女は、光の側に所属するメンフィル帝国に居辛さを感じる闇の者達を率いてマータ砂漠に魔族の街を作る。そこで傷を癒しながらエヴリーヌと共に安息の時を過ごし、いつかヴェルニアの楼を戦ではなく交渉により取り戻すために尽力したいと語った。
魔神グラザ
深凌の楔魔・第四位の魔神。リウイの父。ブレアードの裏切りによる封印の難を逃れて、闇の者を引き連れて地下迷宮へと落ち延びるが、後に参謀だったケルヴァンの裏切りで手引きされた「勇者ガーランド」の襲撃にあい命を落とす。
魔神エヴリーヌ
声 - ユリア
深凌の楔魔・第五位の魔神。力こそ強いが、精神も肉体も未成熟な子供。精神が特に幼く、あまり物事を深く考えず感情に任せた行動をとるため、命令を聞かず暴走をする事が多い。フェミリンスの封印が弱体化したため、フェミリンス神殿にて復活を果たす。その場に居合わせた、グラザの血を引くリウイに執着して「お兄ちゃん」と呼ぶように。ヴェルニアの楼でリウイに敗れた後、共存の理想を学んで共に歩まないかと誘われメンフィル王国で暮らすようになる。最初こそ中々上手く溶け込めなかったが、長い時を共に過ごす内に次第に落ち着いていき、遅々とした歩みながらも成長し理想を理解するようになる。その後自分にだけ子作りしてくれない事に不満を抱き（行為についてはあまり理解していない）、リウイに迫って抱かれたことでようやく居場所を得たと感じるようになった。
その後はメンフィルでリウイ達と共に戦い続け、アラケールとの戦いが終わった後はリフィアに強引に連れ出されて南部への旅に同行させられている。不満はたらたらだが、それでもなぜかリフィアに逆らう気にはなれず、凸凹コンビ的な状態になっていた（正史ルート）。リフィアと同じく、この直後の話となる作品「神採りアルケミーマイスター」に特典要素として登場。強引に連れ出されたエヴリーヌが、なんだかんだで旅を存分に楽しんでいる様子が語られている。
IFの光ルートや闇ルートでは全く違う展開になる。光ルートでは居場所を奪われたとしてリウイを憎み、メンフィルに降ったラーシェナも拒絶しアビルースと共に行動する。しかし帝都スケーマの決戦でアビルースにも捨て駒として扱われ、魔力の爆発に巻き込まれて上層階から落下。それを追って飛び降りたラーシェナの、身を挺した救出にようやく自分の今までの行動を反省し和解した。その後は傷を負ったラーシェナの事をリウイに任され、戦いが終わった後は彼女と共にマータ砂漠で行き場の無い魔族達の街を作った。
魔神パイモン
深凌の楔魔・第六位の魔神。幻燐の姫将軍の頃にリウイに仕えた参謀「ケルヴァン」と良く似たタイプの謀略家。魔王ルシファーに従ってラーシェナらと共に堕天した堕天使。自身の真の望みである、魔王に再び仕えるという野望を叶えるためリウイに目を付ける。そして、イリーナの魂がブレアードの神核に取り込まれているという情報を利用し、彼を闇の王に祭り上げようと画策する。ヴェルニアの楼が陥落したあとはリウイに降伏し、自ら壷に封じられて「壷の魔神」となる。
その後はリフィアにいい様に使われながらもその信用を利用して独自の行動を取り、ドゥネールの地の住人を生贄にかつてアビルースの禁呪が生み出した邪竜の繭を完全復活させる。そして、これより生まれ出でた完全体の邪竜アラケールにリウイが頭脳として融合する事で魔王復活を果たし、同時にエクリアの身体を使ってイリーナをも復活させようと画策する。しかし、リウイがそれを拒否してアラケールを滅ぼすと決めたことで、パイモンの思惑は外される。
だが結果として彼の行為がイリーナの魂を救った一助となったのは事実（イリーナの魂を解放するには、一度邪竜を復活させてその神核を暴走させる必要があったため）であり、リフィアはパイモンの一連の行動には隠された真意があったのではないかと推測している。パイモン自身は、その質問に対しリフィアの想像にお任せすると笑顔で答えている。リウイへの興味や野望は未だ捨てていないが、それとは別に大きな器の片鱗を見せるリフィアに対しても個人的な興味を抱いており、彼女の南部行きの旅にもエヴリーヌと共に同行している（正史ルート）。リフィアと同じく、この直後の話となる作品「神採りアルケミーマイスター」に登場。壷の魔神としてリフィアの左手に携帯された姿で登場し、知恵袋として活躍している。
IFの光ルートでも、アビルースに興味を持って離反するなど展開は異なるが、彼の行動でイリーナの魂が救われるのは変わらず。しかし目的のためには手段を選ばないその姿勢はセリカの好むところではなく、神殺しには敵わないと分かっているパイモンはいずれまた再会する事を告げて逃げていった。
魔神カファルー
炎の翼を持つ大きな馬の姿をした深凌の楔魔・第七位の魔神。魔獣の王として君臨していた。言葉は喋れないが、言葉を理解し行動するなど知能は高い。フェミリンスの力で封印されている間、光の勢力によって魔族の侵入を防ぐ「楔の塔」の動力源として利用され続けていた。塔での封じが解けた後はラーシェナによって救出される。ラーシェナと一番意気投合しあっており、彼女の同志兼愛馬として共に行動する。どのルートでも死ぬことはないのだが、戦いが終わった後に彼がどうしているかは語られていない。
魔神ゼフィラ
声 - きさらぎ暁
深凌の楔魔・第八位の魔神。フェミリンスとの決戦前に侵攻していた「粛鎖の岩塩坑」でエヴリーヌが命令無視の突撃をしたため孤立。そのまま迷宮ごと封印されていた。だがフェミリンスの封印が弱体化した事で復活を果たす。フェミリンスを憎んでいて、末裔のエクリアを討つ事に執着している。パイモンの深凌の楔魔集結の誘いに応じず単独でセリカ・エクリアに戦いを挑むが敗北。その時にディアーネを派遣しているか否かで展開が変わる。派遣している場合はリウイ側の捕虜となり、その後の選択で処刑しなければ仲間となる（ただしサブキャラ扱い）。リウイの父グラザに惚れていた過去があり、彼亡き現在は息子であるリウイに惚れて仲間になる。派遣していない場合は「空の船」でのイベント以降出番無し（死んではいない）。同じ深凌の楔魔だが、性格が合わずディアーネとは犬猿の仲。
魔神ディアーネ
声 - 萌木唯
深凌の楔魔・第九位の魔神。同じ深凌の楔魔のゼフィラとは性格が合わず犬猿の仲。パイモンやエヴリーヌの事も気に喰わない相手と思っている。本人が語るには、昔と違って力をつけた今はゼフィラよりも上。幻燐の姫将軍2でリウイに負けてメンフィル軍に仕えるものの、リウイに対して完全に忠誠を誓っているわけでもなく常に反旗を翻す事を考えている。選択肢でディアーネをエクリアの監視に派遣するか否かで、セリカ側の支援キャラになるかリウイ側の招聘キャラになるかが決まる。フェミリンス憎しの気持ちが強く、派遣した場合は彼女だけでなくセリカをも討ち、女神の肉体を手に入れてリウイに対抗しようと画策する。セリカの支援キャラになった場合は彼に力を奪われた事で幼女化し、更に強制（ギアス）魔法をかけられフェミリンスに関する記憶を封じられる。

### マーズテリア勢力
教皇キネリウス三世
前教皇の崩御後に新たに選出された、マーズテリア神殿の新教皇。彼が教皇になってから穏健策を取っていた前教皇の路線は変更され、神殿は闇勢力に対して強硬策を取るようになった。人徳篤く信徒に絶大な支持を誇る前教皇ウィレンシヌスと、彼に任命された聖女ルナ=クリアの影響力の排除を目論み、最近支持を集め始めていたルナ=メアに「聖女」の座を譲るよう命じた。更に追い討ちを掛ける様に、本来なら軍団を派遣すべき規模の戦いを「試練」と称してたったの数人で行う事を課し、シルフィアの速やかな処刑実行とセリカの抹殺なども命じる。また、ルナ＝クリアがセリカと交わしていたマーズテリア神殿と神殺しの和解の誓約も破棄された。
彼の強硬策は初めこそ効果があったかのように見えていたが、逆にそれは闇勢力の反発と力の結集を促し、長引く闇勢力との抗争は当時最大の権勢を誇っていたマーズテリア神殿の勢力衰退を招く結果となってしまう。
プレイアデス枢機卿
現教皇に忠実な、マーズテリア十七枢機卿の一人。珍しい聖騎士出身者で、その体の耐久力は枢機卿随一。神の墓場に落ちた民衆を救う事と共に、いつまでもセリカを庇うルナ=クリアに試練を果たすよう命じた。それを拒んだ彼女を殺したものの、我を失ったセリカにより瀕死に追い込まれた彼は、自らの命を代償に神の使徒をその身に降ろして自我を失ったセリカの抹殺を試みた。しかし、ルナ＝クリアの遺志を尊重し、神の意思を曲解する者を討たんと向かってきたリーフやゾノ・ジら他マーズテリア騎士団との戦いとなり、彼らに追い詰められた末にマーズテリア神に助力を嘆願するも、逆に神罰を下され自らの信仰が誤っていた事を理解して絶命する（正史ルート）。コア（戦女神2の「コア・プレイアデス大司教」）がなぜコア・プレイアデスと名乗るようになったかとの関連は不明。
光ルートでは直接戦う事になるが、以降の展開は同じ。
ゾノ・ジ
ルナ=クリアの元副官のマーズテリア騎士。前作の「狭間の宮殿」にて、セリカ生還の嘆願の為にその身を捧げて命を落としたと思われていたが、狭間の宮殿の落ちた先＝神の墓場にて魔神アムドシアスやアビルースらと一緒に生存していた。それより数年間彼女らと行動を共にして帰還の手段を探っていたが、セリカ達が神の墓場に落ちてきた事で再会する。そして異界での数年は現世での数百年である事、ルナ=クリアがもう聖女では無くなった事などを知ったが、それでも彼のルナ=クリアへの態度は変わる事は無かった。
その後、プレイアデスによって殺されたルナ=クリアの遺志を果たさんとセリカを守る戦いに身を投じ、その志に賛同したリーフ達と共に戦い聖女の遺志と自らの信仰の勝利を示した後に水の巫女の力で帰還した。その後は語られないため不明。（正史ルート）
光ルートでもリーフや騎士達などに死者が出たとは語られているが、ゾノ・ジ自体の事は語られていない。
リーフ・テルカ
『戦女神ZERO』で「神殺しハイシェラ」だった頃の彼女と関わりが深い、イソラ王国の王女シュミネリアと勇者ヴィルトの末裔。ゾノ・ジに代わりルナ=クリアの副官となったマーズテリアの騎士。最初は血気盛んな青年で、セリカ捕縛・討伐に燃えていたが、ルナ=クリアの元でセリカやエクリアと関わる事で認識を改め和解した。その後、神の墓場に落ちたルナ=クリアとセリカを救うべく、エクリアとは別の道で救出の手段を模索していた。しかし、現マーズテリア神殿はルナ=クリアら救出の嘆願を黙殺し、彼自身もイソラの王族の務めを果たさなければならなかったため、手を拱いたまま50年もの時が流れてしまう。しかしその間も、エクリアがレウィニア神権国に入って救出の手掛かりを探る為の手助けをしたりなどの助力を行っていた。
ついに待ちに待ったチャンス、神の墓場へ至る道である冥き途の「冥王の門」が開く事が分かり、その事で久しぶりにエクリアの元を訪れる。そして今の神殿が不穏な動きを示している事を彼女に告げ、神の墓場での再会を誓って分かれる。その後救出隊として神の墓場に赴きようやくルナ=クリアらと再会するが、目の前で彼女はプレイアデスに殺され、その遺志を果たすべくゾノ・ジやマーズテリア騎士団らと共にセリカを守る戦いを行う。戦いの最中にプレイアデスの攻撃に巻き込まれた少年「コア」を庇って重傷を負うが、それでも戦い抜いて自分たちの信仰の正しさを証明した後に水の巫女の力で帰還した。その後クーのイベントで亡くなった事は語られているが、イベントは帰還より数十年後なのでそれが傷によるものなのか年齢によるものなのかは明かされていない。（正史ルート）
光ルートでは神の墓場での戦いで負った傷により命を落したとなっている。
青き髪の神官女戦士（ロカ・ルースコート）
声 - 青山ゆかり
正史ルートEDの最後に『戦女神』への繋がりを示すシーンでCG付・声付きで登場。

### その他
水竜クー（クーちゃん）
遠い昔、セリカがアストライアと出会う切っ掛けとなった水竜の子。成長してからはリーフの騎竜となっていたが、幼少時に世話をしてくれたアストライアの姿を覚えており、身投げしたエクリアを追って魔霊の待つ海中に飛び込んだセリカを助けたり、そのせいで力を失ったセリカをエクリアがマーズテリアの軍船から脱出させた際にも手助けをした。その後に流れ着いた無人島でエクリアにも懐き、それから長い月日を経てイソラ王国の傍の入り江でエクリアと再会した際にも彼女の事をちゃんと覚えていた。リーフの死後入り江を訪れたセリカらと再会し、自分と同じく長く生きる者の哀しみを感じたセリカは契約して連れて行くことを決めた。その際に名前を決めることになり、失われたかつての記憶の影響でふと子供だった頃の鳴き声が思い浮かんだセリカは名前をクーと名づけた。
リンユ
声 - 黒岩心々
パラダの街の娼婦。元は良家の子女だったが、戦争で落ちぶれて路頭に迷っていた所を先輩の娼婦に救われた事が切っ掛けでこの道へ入る。砂漠から落ち延びてきたエクリアに衣装を貸す。2周目ではセリカにも衣装を貸す（『戦女神ZERO』のサティアの衣装）。
ブレアード・カッサレ
深凌の楔魔を召還し姫神フェミリンスを打ち破った大魔術師。かつて深凌の楔魔を裏切り、フェミリンスごと封印した。その後も自身の体を作り変えるなどして生き長らえ、さらなる力を得て神になろうと画策する。自らを神と称し外道の限りを尽くして来たが、セリカに一度身体を滅ぼされる。しかし魂は滅びず、神の墓場に帰還した深凌の楔魔の盟主ザハーニウに取り憑き、これを乗っ取って神力遮断により弱まったセリカを狙う。その後セリカに敗れて逃げようとした際に、プレイアデス率いるマーズテリア騎士団によって不意を討たれ、魔神の体も崩壊してついに死に逝く神核のみとなる。それでも妄念を抱き続けていたが、神核を発見したアビルースによって喰らわれその長い生涯を閉じる。
アビルース・カッサレ
魔人ブレアード・カッサレの血に連なる魔術師で、前作で異界へと流されて消息不明となっていた。しかし言葉も力も自我も全て失って廃人と化してもしぶとく生き長らえ、アムドシアスやゾノ・ジと共に帰還の旅を続けていた（ただしお荷物扱い）。神の墓場でブレアードが敗れた際にその神核を喰らい、失った全てを取り戻した。
水の巫女の力による洪水に呑まれなかった数少ない者の一人（他にはラプシィアとアムドシアス）で、ブレアードとの戦いの傷を押してまで立ち向かってきたアムドシアスを本に封印し、帰還後はエディカーヌ帝国の宮廷魔術師となって自らの野望のために動き出す。
 ?????（ラプシィア・ルン）
バリハルトの策略で呪われた人間時代のセリカを助けるために、アストライアによって切り離されたセリカの魂の一部。前作で異界へ落ちた後もセリカと一つに戻るべく策謀を巡らせていた。セリカ達が嘆きの渓谷を訪れた際、大規模な魔術で神の墓場と渓谷を繋いでセリカとルナ=クリアを引き込み、ルナ=クリアを様々な手（前世の記憶を呼び起こす、自身の願望を幻覚で見せる等）で刺激してセリカと結ばれる様に仕向けていった。セリカとルナ=クリアの子を使ってセリカと一つに戻る予定だったが、予想より早く助けが来た上にルナ=クリアが死亡した事で目論みは水の泡となり、神の墓場を出て新たな策を練る事にした。神の墓場より帰還する際、アビルースにどちらが早くセリカに届くか競争だと言い残した。
エリザベッタ
声 - 神崎ちひろ
セリカ側でのラギールの店（道具屋）の売り子。『戦女神ZERO』では名前が設定されていないモブキャラであったが、エリザベッタはセリカの事を以前から知っている模様で、ZEROでの店員と同一人物のようだ。セリカが人間だった時代から変わらない姿をしているが、その理由は特に語られていない。
チキ・インディス
声 - 金松由花
リウイ側でのラギールの店の売り娘を務めている。人間族の奴隷の女の子であったが、『幻燐の姫将軍』でリウイによって奴隷から解放され、リウイの力添えによりお店を開けるようになった。ペテレーネ同様に長生きしているが、神格化でもしたのかは一切不明である。
ナッソス
イソラ王国出身で、小規模なナッソス商会を運営している商人。他のメンバーは、接客業務（娼婦）のネナに世話をしている少年達であるヤムクとコアの計4人。北ケレースでの魔族の攻勢により、マーズテリア騎士団に護衛されながら南へ避難していた開拓者集団の中に混じり共に逃げていたが、馬車が壊れて立ち往生していた所をセリカに救われる。共に行動して先行したルナ=クリア率いる集団を追っていたが、嘆きの渓谷で巻き添えを食って他に100人ほどの民衆と共に神の墓場へ落ちてしまう。それでもセリカ達を恨むこと無く、共に生き延びるために様々な手を尽くした。
異界より帰還しても現世で50年もの年月が過ぎて全て失ってしまっていたが、それでも命は助かったと明るく前向きにやり直そうとしていた。50年ぶりの王国帰還で騒ぎになり一時はイソラのマーズテリア神殿に拘束されて事情聴取されたが、神の墓場での出来事を口止めしたい総本山より圧力がかかり、口止め料の多額の金と馬車を与えられて釈放。商会を抜ける決意をしたコアを神殿に委ねて再び商売の旅に出た。
コア
後のコア・プレイアデス。イソラ王国のナッソス商会に所属する少年で、他のメンバーと違いただ一人イソラ人ではない。正義感にあふれた素直な少年で、セリカに助けられてからは好意と信頼を寄せるようになる。神殺しであると分かってからもそれは変わらず、セリカ達の巻き添えで神の墓場に落ちても態度を変えなかった。しかし、神の墓場での生活でいがみ合う大人達の姿、セリカを巡って勃発したマーズテリア神殿同士の戦い、攻撃に巻き込まれた自分を庇って傷を負ったリーフの姿などを見て、大きなショックを受けると共に心の中にある決意が芽生えていった。異界よりの帰還後、芽生えた決意を胸に商会を抜けた彼はイソラ王国のマーズテリア神殿に入信し、その類稀な才能で瞬く間に総本山へと招かれ伸し上がって行く事になる。
正史ルートでは成長したコアらしき人物が、邪竜の繭を討伐する際にマーズテリアの神罰を発動させる姿が描かれている。若くして司祭になっていた彼は、アビルースが禁呪の儀式で繭に閉ざされたイストの村救出の為派遣されてくる。しかし、各国が中に捕らわれた村人やセリカ達の事を救出しようとするのとは違い、かつて彼の中で芽生えた「神殺しが存在する限り巻き込まれる者は絶えない」という決意を果たすべく行動する。そしてマーズテリアの大規模な神罰魔法「遊星落し」を発動し、イスト村を道連れにセリカごと繭を消そうとした。しかし魔法で村は滅んだが、繭は完全には消滅せず地底深くに潜り、セリカはリウイやパイモンと共に張った結界と水の巫女の助力により生き延びた。
ツェニド・ルビース
傭兵国家とも呼ばれる都市国家レンストの王。繭に呑み込まれたイスト村を救うべくマーズテリア神殿の部隊と共に出撃するが、魔物の激しい抵抗よる戦線の膠着やマーズテリアの部隊を率いるコア・プレイアデスの非協力的な態度に業を煮やし独自に繭への侵入を果たす。そこで崩落寸前の瓦礫の傍に蹲るシュリを発見し、間一髪で彼女を突き飛ばして救ったが、代わりに自身が瓦礫にのまれて消息不明に。
ランザブ・キルナン
戦女神で反乱を起こし、更にレヴィアをも辱めた事でセリカの怒りを買って粛清される後の白地龍騎士団副団長。レウィニア五大貴族の一つキルナン家の子息だが、その性格には難があり人の上に立つ器ではない。彼の家であるキルナン家は神殿勢力の世俗介入を嫌って一定の距離を置く貴族派の一員で、神殿派のローグライア家とは対立している。貴族派の後押しでベルフが死去した後の白地龍騎士団団長の座を狙っており、恥知らずな彼は父の喪がまだ明けていないレヴィアにも将来団長となる自分の妻となるよう言い寄っていた。しかし団長はレヴィアに決まり、それが後に続く確執となった。
ベルフ・ローグライア
レヴィアの父で、レウィニア五大貴族の一つローグライア家当主。水の巫女を信奉する神殿派。イスト村での事件を教訓に新設された、レウィニア三大騎士団の一つ白地龍騎士団初代団長。娘のレヴィアが騎士となる事は望んでおらず、騎士団長となるに相応しい男を夫として娶るのを望んでいた。騎士達から慕われ大騎士とまで呼ばれる重鎮だったが、少数の供を連れての国内視察中に魔族に襲われた村を守ろうと戦い命を落とす。彼の急死で団長が居なくなった白地龍騎士団の混乱と、それを治めた際の遺恨が後々まで尾を引くことになった。
ラティナ
レウィニアの第四王女。レウィニア王族の中で特に潜在魔力が高く、そこに目をつけたアビルースに儀式の生贄として攫われて行方不明になる。正史ルートではそのまま攫われ続けて戦女神での物語に繋がる。IFの光ルートでは邪竜復活に使われるが、その後救出されて儀式の後遺症を癒すため療養生活を送っている。

### はぐれまおーさま
まおーさま
予約特典APEEND DISKの「エクリアさんの弁当箱」を追加インストールすることで登場する。
姫狩りダンジョンマイスターの主役であるエミリオの事。事故で迷宮のある地方からこの地方に飛ばされたため登場。ちょうど元の迷宮へ返ろうと四苦八苦していたところに訪れたセリカにいきなり戦いを挑むが、結果は惨敗。その強大な力を見てセリカの魔力を借りることにしたが、やはり元の迷宮には帰れない。魔力を相当量貯める必要があると悟ったまおーさまは、リリィとともに魔力を溜めるついでにセリカの手助けをする事となる（セリカルート側の仲間となる）
まおーさまは支援キャラとして参戦。ちなみにセリカ、ハイシェラ両名からの評価は芳しくない。
リリィ
声 - 未来羽
予約特典APEEND DISKの「エクリアさんの弁当箱」を追加インストールすることで登場する。
姫狩りダンジョンマイスターに登場するあのリリィである。まおーさまと違い、セリカからは高評価を受けた。リリィは戦闘キャラとして参戦する。最初は少女タイプであるが、Lvが「8」しかなく、全ての能力が相当低い設定にされている。ただし、頑張って育成するとLv100でツンデレ、Lv200で成人に成長。さらにはLv250になると好きなタイプ設定が可能でかつ能力が高めとなる。

### はぐれ魔神
魔神アムドシアス
声 - 新堂真弓
前作で狭間の宮殿と共に異界に流されて消息不明になっていたが、神の墓場でゾノ・ジとアビルースと共に帰還の旅を続けていた。しかし、ブレアードとの戦いの傷で弱っていた所をアビルースによって本に封印され、正史ルートではそのまま行方不明に。次にセリカと再会することになるのは、少し後の『戦女神2』の時代。
IFルートでは邪法によって歪みの魔神にされてしまう。戦いの後、セリカがアムドシアスを救おうとするが捕縛し損ね「はぐれ魔神」と化す。ゲームでは、その後エンカウント戦闘で「はぐれ魔神」として登場して捕縛も可能となり、その後捕縛することでようやく正気を取り戻して仲間になる。
魔神ラテンニール
もはやお馴染みとなった無数の触手と大剣を持つはぐれ魔神。今回は捕縛する事でPTメンバーに。
シナリオ上で一度倒すことになるためか、後に捕縛できる時には転生して幼女の姿となっているが、それでもなお高い戦闘力を持つ。

### いつものメイドさん達
もはやお馴染みとなったエウシュリーシリーズのメイドさん。今回でも2周目以降のおまけキャラクターとして登場する。
エウシュリーちゃん（白エウ娘）
声 - ダイナマイト亜美
2周目以降に、まずエウシュリーちゃんと戦闘して勝利した後、「メイドさんの家」に向かう事で、エウカードという2回目以降の戦闘でのみで手に入るシステムをONにすることが出来る。そのエウカードから手に入る「メイドカード」を集めることにより4人のメイドを仲間にすることが可能。エウシュリーちゃんはバランス型の位置づけがあり、箒・魔導鎧による砲弾が特徴。なぜか、「掃除」という魔術もある。
ブラックエウシュリーちゃん（黒エウ娘）
声 - 青山ゆかり
2周目以降、メイドカードと交換で戦闘キャラとして参戦可能。いつもテンションが低いが相変わらずカップ麺が大好きで、武器にまでヤカンを装備している（遠距離弓扱い）。魔法キャラとして最高の魔法力を誇る。
アナスタシア（ナス娘）
声 - 大波こなみ
2周目以降、メイドカードと交換で戦闘キャラとして参戦可能。「メイド見習い」という肩書き上、他の3人に比べると能力も低めとなっているが、治癒魔法を使う他、速度重視の位置づけキャラだけあって今作も高回避を誇るキャラとなっている。ゲーム内のキャラクター情報ページにて、本来は人型（メイド）とは違って別の姿（精霊体）があるとの明記がある。だが、別の姿（ナス）の事をいわれると激怒するらしい。
エウクレイアさん
声 - なし
2周目以降、メイドカードと交換で戦闘キャラとして参戦可能。メイド天使長で、相変わらず無口(極度の恥ずかしがり屋で、しゃべる声がほとんど聞き取られない為)。通訳がいないとき（エウカードゲット時など）にはナレーションが入る。木刀でなんでもぶったぎる剣術の達人（物理キャラ）の位置づけがあり、最高の物理攻撃力を誇る。

## 過去作品からの変更点
物語時系列上の続編である『戦女神』『戦女神2 〜失われし記憶への鎮魂歌〜』と比べて設定を含む変更が行われた。
主な例として
- 一部のキャラクターの声優が引退（アダルト系のみ引退の場合も含む）等の理由のため従来作品の声から変更となった。以下に例を挙げる
  - エクリア・フェミリンス（カンザキカナリ→未来羽）
  - レヴィア・ローグライア（児玉さとみ→かわしまりの）
  - 水の巫女（カンザキカナリ→野神奈々（ただし正確には2→ZEROの時の変化））
- エクリアとセリカの旅は大幅に内容が変更され、波乱万丈の物語となった。エクリアの性格も大きく変更され、セリカの使徒として長い影響で感情が薄いという設定から、罪の意識で自分を押し殺しているという描写になり感情豊かなキャラとなった。
- マリーニャとシュリの設定が、「セリカの屋敷に忍び込んで捕らえられた」「マリーニャは後から来たので、シュリの方がセリカと生活した期間が長い」から、「イスト村でセリカやシュリと同時期に出会って共に過ごした」「マリーニャはセリカの宿泊宿に忍び込んで捕らえられた」になった。ただし、マリーニャはセリカの屋敷を拠点として活動するようになった期間があり、その期間シュリは常に屋敷で生活しており、戦女神2での設定はセリカの記憶として述べられているためその点を考慮すれば生活した期間に関しては間違いとはいえない。
- レフィンの立場が騎士団副団長の経験者となっている。
- シュリのキャラデザインが1種類しかなく、出会ってから数年たって使徒になった際も同じデザインを使用したためか、使徒化後の外見年齢が『戦女神』と比べてあからさまに幼すぎる。出会った頃の外見については戦女神2と比べて誤差程度の差でしかないもの、成長後の段階では髪型も服装も異なる。引き取ってから成長が見られないままゲーム中で使徒化した時の年齢に達し、そのままイベントで使徒となった。そのため年齢的には過去作と同じなのだが、幼女といっていい外見でありこのままだとサリアより幼い身長・外見年齢になる。
- シュリがセリカと共に旅に出たのはレルン地方（戦女神の舞台）が初めての事となった。またラティナが攫われた年月が13年前になった。

といった点が挙げられる。またこれらのほかにも水の巫女やセリカの使徒のメイド服の露出度の増加や原画家の画風の変化による印象の変化が存在し、特に声優の変更については一部の悪質なファンから脅迫まがいの声が製作側に寄せられ、説明の為の文章がHPに載るという異常事態となった。

## ネタバレに関する情報
各作品の時系列は『戦女神ZERO』→『魔導巧殻』→『幻燐の姫将軍』→『幻燐の姫将軍2 〜導かれし魂の系譜〜』→『戦女神VERITA』＆『姫狩りダンジョンマイスター』→『神採りアルケミーマイスター』→『戦女神』(＆『天秤のLa DEA。～戦女神MEMORIA～』)→『戦女神2』となっている。
（他：峰深き瀬にたゆたう唄→めいどいんばに～→姫狩りダンジョンマイスター）
VERITAの後に別のゲームを出す可能性を秘めているのか、邪竜アラケール戦から半年後、ペテレーネを伴ったリウイは「冥き途」へと赴きイリーナの魂が解放後もここへ来ず大陸を彷徨っている事を知る。そしてイリーナの魂を探すべくラウルバーシュ大陸南方に旅立ったというストーリーが正史に加わった。南へ向かう道中、エヴリーヌ・パイモンを連れ出した孫娘リフィアが国を飛び出して南方へと旅立ったのを追うファーシミルスやカーリアンと合流する。パイモンはリウイとは別にリフィアにも関心を持ち始めている模様。
同じ時期、セリカは水の巫女より行方不明になったラティナ王女探索の依頼を受け、初めて供を務める事になったシュリを連れて西部のレルン地方にある港町ミルフェへと旅立ち、青き髪の神官女戦士（ロカ・ルースコート）もセテトリ地方での任務を終え、新たな任務を帯びてレルン地方のミルフェへと旅立った。（よって「戦女神1」(＆『天秤のLa DEA。～戦女神MEMORIA～』)の最初へとそのままつながる）
ちょうど物語の時期がVERITAと戦女神の間、舞台がラウルバーシュ大陸南方のセテトリ地方ということもあって、「神採りアルケミマイスター」初回特典アペンドディスクには、ロカとリフィア&エヴリーヌ&パイモンが登場するEXエピソードがそれぞれ収録されている。
「魔導巧殻 〜闇の月女神は導国で詠う〜」では、レクシュミとAPPENDにハイシェラと参謀・魔神シュタイフェが登場している。
この作品の時代設定は『戦女神ZERO』の100年後・『戦女神VERITA』の220年前であり、本来であればハイシェラは戦女神ZEROの最後の第四世代以降は「魔神剣ハイシェラソード」として存在する為、時期的に正史とは矛盾するが、これについては作中で「ありえたかもしれない物語」という記述ある通り、あくまでもアペンドによるIfの出来事(勢力)である。

## スタッフ
- 企画 - つるぎゆきの
- ディレクター - 高杉九郎
- キャラクターデザイン・原画 - 鳩月つみき
- シナリオ - 藤原組長、矢田影見、高杉九郎、八雲意宇
- プログラム - KTI、FALS
- 音楽 - クワイア
- OP主題歌 - 「La storia」

歌・作詞:織姫よぞら、作曲:ケニーK
- 副主題歌 - 「戻らない月」

歌・作詞:織姫よぞら、作曲:Zeal Blood

## 関連商品
- 戦女神VERITA サウンドコレクション
- 戦女神VERITA コンプリートガイドブック